# Jean-Christophe Buisson
Pour les articles homonymes, voir Buisson.
 (août 2016).
Jean-Christophe Buisson, né le 22 mai 1968 à Montbrison, est un journaliste français spécialisé en histoire,.

## Biographie

### Formation
Après un bac littéraire obtenu au lycée Saint-Paul de Roanne et deux ans de classes préparatoires à Normale Sup (hypokhâgne et khâgne L) au lycée du Parc à Lyon, il suit une licence d'allemand et obtient une maîtrise en histoire à l'université Lyon-III, puis entre à l'ESJ Paris avant d'effectuer son service militaire comme sergent-instructeur au régiment de marche du Tchad.

### Parcours
En 1994, il entre au Figaro Magazine comme grand reporter et devient en 2008 rédacteur en chef du service Culture. En 2015, il est nommé directeur adjoint de la rédaction. Il couvre épisodiquement des conflits : guerre civile en Albanie (1997), Kosovo (1999), Haut-Karabakh/Artsakh (2020). Il est présentateur du Club Le Figaro Culture depuis mai 2022 sur la chaîne TNT FigaroTV Île-de-France.
Jean-Christophe Buisson, qui, de 1996 à 2023, a réalisé de nombreux reportages donnant la parole aux acteurs et aux témoins de la vie politique, économique, culturelle et sportive locale, est, selon Mediapart, « connu pour être un ardent défenseur de la Serbie nationaliste » ; il apparaît sur une photographie aux côtés du militant nationaliste serbe Alexis Troude et interviewe Arnaud Gouillon, président de l'ONG Solidarité Kosovo, désormais ministre de la diaspora serbe, publiée dans un dossier consacré au Kosovo, dans Le Figaro, en 2019.
Spécialiste des Balkans, de l'Arménie, de la Russie et du monde slave auxquels il a consacré de nombreux reportages (Serbie, Monténégro, Albanie, Slovénie, Kosovo, Bulgarie, Caucase-nord) et plusieurs livres (Mihailovic, Le Goût de Belgrade, Histoire de Belgrade, Il s'appelait Vlassov), il est intervenu chaque semaine pendant plus de dix années sur RTL (On refait le monde puis Le Monde tel qu'il est). Sur la chaîne Histoire TV, il présente depuis 2014 l'émission hebdomadaire Historiquement show et, jusqu'en 2018, l'émission bimestrielle L'Histoire en marche pendant laquelle il reçoit pendant une heure une personnalité intellectuelle française (Régis Debray, Michel Onfray, Pierre Manent, Jean-Pierre Le Goff, Marcel Gauchet, Alain Finkielkraut, Hélène Carrère d'Encausse, Pierre Nora). 
Depuis 2022, il présente et anime aussi chaque semaine sur Le FigaroTV l'émission culturelle Le Club Le Figaro Culture, où il reçoit durant 52 minutes des journalistes et des artistes (Fabrice Luchini, Étienne Daho, Daniel Auteuil, Isabelle Boulay, Sylvain Tesson, Vincent Delerm, André Dussollier, Isabelle Carré, Andreï Makine, Dominique Bona, Gérard Jugnot, Astrig Siranossian, Enki Bilal, Floc'h, Marguerite Abouet, Raphaël Personnaz).
Il est aussi auteur de livres historiques (Assassinés ; 1917, l'année qui a changé le monde ; Les grands vaincus de l'Histoire ; Le Siècle rouge ; Napoléon. L'esprit des lieux, Le Noir et le Brun, 1945), a dirigé des ouvrages collectifs (Les grands duels qui ont fait la France, Les Derniers jours des reines, Les grandes figures de la droite, de la Révolution à nos jours) et écrit les chapitres de nombreux livres (Les Grands Duels qui ont fait le monde (Tito-Staline), Le Siècle de sang (La guerre civile russe), La Russie des tsars (Alexandre Kerenski), Le Deuil du pouvoir (Albert Lebrun), Les Derniers Jours des dictateurs (Tito), Le Siècle des dictateurs (Tito), Les Énigmes de l'histoire du monde (Le mystère Anastasia).
Il a reçu plusieurs prix et récompenses. Sa biographie du général Mihailovic a reçu le prix Henri de Régnier de l'Académie française, le prix Auguste-Gérard de l'Académie des sciences morales et politiques et le prix Robert-Joseph de l'Association des écrivains combattants. En 2023, il a reçu le prix Henri-Gal de l'Institut de France pour l'ensemble de son oeuvre.
Depuis l'automne 2020, il couvre notamment la seconde guerre du Haut-Karabakh, entre l'Arménie et l'Azerbaïdjan et ses conséquences.

## Critiques
En août 2019, à l'antenne de RTL dans l’émission de débat On refait le monde, Jean-Christophe Buisson affirme que Malik Oussekine n'est pas mort sous les coups de policiers. « Dans le souvenir de tout le monde aujourd’hui Malik Oussekine a été victime de violences policières, ce qui n’est factuellement pas le cas, mais c’est resté comme ça dans les esprits », déclare-t-il ainsi. Ces propos déclenchent une centaine de saisines au CSA et un tollé sur les réseaux sociaux. Jean-Christophe Buisson présente ses excuses,. « La justice a rendu son verdict dans cette affaire et je n'entends pas la contester », écrit-il dans un tweet.

## Œuvres
- Mihailovic, 1893-1946, héros trahi par les Alliés, Perrin, 1999, puis tempus, 2011. Prix Henri de Régnier de l'Académie française, Prix Auguste Gérard de l'Académie des sciences morales et politiques, Prix Robert Joseph de l'Association des écrivains combattants. Traduit en serbe.
- Maos, trotskos, dodo, Le Rocher, 2001.
- Le Goût de Belgrade, Mercure de France, 2001.
- ll s'appelait Vlassov, Lattès, 2004 (roman). Traduit en néerlandais et en tchèque.
- Assassinés, Paris, Perrin, 2013, puis Pocket, 2014, puis Tempus, 2022. Traduit en polonais, en japonais et en chinois.
- Histoire de Belgrade, tempus, 2013 (paru sous le titre Le Roman de Belgrade en 2010, Le Rocher, Prix Karic, traduit en serbe).
- Les grands duels qui ont fait la France (directeur d'ouvrage, avec Alexis Brézet), Perrin, 2014, puis Pocket, 2016, puis Perrin, 2022 (augmenté).
- Les derniers jours des reines (directeur d'ouvrage, avec Jean Sévillia), Perrin, 2015, puis Pocket, 2017. Traduit en espagnol, en tchèque, en estonien, en polonais, en chinois et en japonais.
- 1917, l'année qui a changé le monde, Perrin, 2016.
- Les grands vaincus de l'Histoire : Hannibal, Vercingétorix, Montezuma, le grand Condé, Charette, le général Lee, Trotski, Nixon... (avec Emmanuel Hecht), Perrin, 2018, puis tempus, 2020. Traduit en japonais et en coréen.
- Le Siècle rouge. Les mondes communistes, 1919-1989, Perrin, 2019.
- Les Grandes Figures de la droite. De la Révolution française à nos jours, (directeur d'ouvrage, avec Guillaume Tabard), Perrin / Le Figaro Magazine, septembre 2020, puis Tempus, 2022.
- Napoléon. L'esprit des lieux (avec Alexis Gerard et Annabelle Matter, photographes), Michel Lafon, octobre 2020.
- Le Dernier Carré. Combattants de l'honneur et soldats perdus, de l'Antiquité à nos jours (directeur d'ouvrage, avec Jean Sévillia), Perrin, octobre 2021.
- Le Noir et le Brun. Une histoire illustrée du fascisme et du nazisme, 1919-1946, Perrin, septembre 2022.
- 1945, Perrin, 2024.

### Préfaces
- Journal d'un diplomate en Russie 1917-1918, de Louis de Robien, La Librairie Vuibert, 2017.
- L'Avenir de l'intelligence et autres textes, de Charles Maurras, Robert Laffont/ Bouquins, 2018.
- Journal intime de Nicolas II (préface, présentation et appareil critique), Perrin, 2018. En poche (tempus) en octobre 2020.
- Marie-Claire Margossian (dir.) et Collectif, Arménie : les enfants de la guerre, Paris, Fayard, Le Figaro, coll. « Documents, témoignages », septembre 2021, 252 p. (ISBN 978-2213720746, présentation en ligne).

## Décorations et distinctions
- Chevalier de l'ordre du mérite serbe (2016)
- Membre d'honneur de l'Institut Tchobanian (2021).
- Médaille de la Reconnaissance de la République d'Arménie (2022).